# Rio Grande (Lourinhã)
Der Rio Grande, auch Ribeira dos Palheiros, ist ein kleiner jahreszeitlicher Fluss von ungefähr 25 Kilometer Länge, der den portugiesischen Concelho Lourinhã durchfließt. Er entspringt bei Bombarral nördlich Moita dos Ferreiros und mündet bei und am Praia da Areia Branca in den Atlantik.
Der Fluss ist in sehr starkem Maße verschmutzt. Gegen die Kontamination hat es bereits etliche Demonstrationen gegeben. Trotz jährlicher Politkampagnen und Versprechen, sich um die Reinigung zu kümmern, ist bislang nichts Wesentliches geschehen. Wiewohl prinzipiell alle Abwässer der Gegend in eine Kläranlage geleitet werden, fließen weiter große Teile der Hinterlassenschaften aus der Viehzucht und auch Industrieabwässer in den Fluss, wodurch die Säuberung immer schwieriger wird.
Der Kreis Lourinhã unternimmt in Partnerschaft mit dem Unternehmen Águas do Oeste einen weiteren Versuch zur Dekontamination des Rio Grande.